# Nuovo Trasporto Viaggiatori
Italo - Nuovo Trasporto Viaggiatori (în italiană New Travellers Transport) este o companie italiană care operează trenuri în domeniul transportului feroviar de mare viteză.
Începând cu serviciile la începutul anului 2012, a devenit primul operator privat în Europa de acces deschis cu trenuri de mare viteză de 300 km/h (190 mph), sub numele de marcă Italo, stilizat ca .italo.
NTV a fost creată în 2006 ca operator privat feroviar de mare viteză. În ianuarie 2008, compania a comandat 25 de trenuri Alstom Automotrice à grande vitesse (AGV), care formau flota inițială a NTV. În ciuda intențiilor de a începe serviciile la sfârșitul anului 2011, lansarea operațiunilor de călători a fost amânată până în aprilie 2012 din cauza proceselor îndelungate de certificare. La 28 aprilie 2012, NTV a efectuat primul său serviciu. În primul său an de funcționare, 2 milioane de pasageri au folosit trenurile NTV. Până în 2016, conducerea anuală a ajuns la 11 milioane, preluând cota de piață de la companiile aeriene concurente și de la societatea de stat Trenitalia. Au fost achiziționate și alte seturi de trenuri ale familiei Alstom Pendolino, precum și coordonarea cu operatorii de autobuze, ca măsuri pentru extinderea acoperirii serviciilor NTV.
Sediul NTV este situat la Roma. Din aprilie 2018, compania este deținută majoritar de fondul de investiții în infrastructură, Global Infrastructure Partners. Începând din octombrie 2019, compania operează în medie 93 de servicii pe zi, acoperind 54 de orașe. NTV operează în prezent doar în Italia, dar are ambiții de a lansa viitoare servicii în alte părți ale Europei, inclusiv Spania, Germania și Regatul Unit.